# See Bloggers
See Bloggers – festiwal w formie prelekcji i warsztatów zrzeszający influencerów. Od 2018 festiwal odbywa się w Łodzi.
Festiwal odbywa się rokrocznie od 2014. Początkowo w Sopocie (I edycja), następnie w Gdyni (edycje II–V), a od VI edycji w Łodzi (edycje VI–XI). Podczas wydarzenia odbywają się prelekcje ekspertów i influencerów nt. współpracy z firmami, tworzenia kampanii marketingowych oraz tworzenia kreatywnych treści. W ramach festiwalu od 2018 roku odbywa się gala rozdania nagród – #Hashtagów Roku

## Historia
See Bloggers powstało jako inicjatywa blogerów z Trójmiasta, skupionych wokół inicjatywy Marketing Day i Trójmiejskich Blogów.

### I edycja: 16–17 sierpnia 2014 w Sopocie
W I edycji wzięło udział 150 blogerów z całej Polski, którzy spotkali się w Zatoce Sztuki w Sopocie. Wśród prelegentów byli m.in. Mikołaj Winkiel, Kuba Jankowski, Edwin Zasada, Kamil Niewczyński, Maciej Trojanowicz czy Marek Wajda.

### II edycja: 24–25 stycznia 2015 w Gdyni
II edycja odbyła się Pomorski Park Naukowo-Technologicznym. Uczestniczyło w niej 300 blogerów oraz firmy i agencje.

### III edycja: 25–26 lipca 2015 w Gdyni
III edycja odbyła się Pomorski Park Naukowo-Technologicznym. Uczestniczyło w niej 1000 twórców internetowych oraz firmy i agencje.

### IV edycja: 23–24 lipca 2016 w Gdyni
IV edycja odbyła się Pomorski Park Naukowo-Technologicznym. Uczestniczyło w niej 600 blogerów oraz firmy i agencje.

### V edycja: 22–23 lipca 2017 w Gdyni
V edycja odbyła się Pomorski Park Naukowo-Technologicznym. Uczestniczyło w niej ponad 1500 influencerów i twórców internetowych. W ramach festiwalu przygotowano warsztaty, spotkania oraz 12 stref tematycznych, związanych m.in. z gotowaniem, designem, parentingiem, gamingiem i motoryzacją.

### VI edycja: 23–24 czerwca 2018 w Łodzi i gala #Hashtag Roku 2018
VI edycja odbyła się EC1 Łódź – Miasto Kultury w Łodzi. Uczestniczyło w niej ponad 2000 blogerów i twórców internetowych. W ramach festiwalu odbyła się pierwsza gala #Hashtagi Roku, nagradzająca twórców internetowych, którzy wyróżniają się swoją działalnością internetową.

#### Lista nagrodzonych
- Instagramer Roku: Marzena Marideko
- Bloger Roku: Blog Ojciec
- TwórcaWideo Roku: emce kwadrat
- Influencer Roku: Fit Lovers (Mateusz Janusz i Pamela Stefanowicz)
- Odkrycie See Bloggers Łódź: Doktor Ania[3]
- Nagroda Specjalna od Meloradia: Mówiąc Inaczej (Paulina Mikuła)[7]
- Nagroda Specjalna od magazynu Twój Styl: Alabaster Fox
- Nagroda Specjalna od Apart: Olivka Blog
- Nagroda Specjalna od Olian: Nieperfekcyjna Mama[8]
- Nagroda Specjalna od Natura Siberica: Szpilki w plecaku[9]
- Nagroda specjalna od Miasta Łodzi: Siostry ADiHD (Ilona Krawczyńska i Milena Krawczyńska)[3]

### VII edycja: 7–9 czerwca 2019 w Łodzi i gala #Hashtag Roku 2019[10][5][11]
VI edycja odbyła się EC1 Łódź – Miasto Kultury w Łodzi. Uczestniczyło w niej ponad 2000 blogerów i twórców internetowych oraz 120 prelegentów. W ramach festiwalu odbyła się gala #Hashtagi Roku, nagradzająca twórców internetowych, którzy wyróżniają się swoją działalnością internetową. Rozdanie nagród odbyło się w Teatrze im. Stefana Jaracza w Łodzi

#### Lista nagrodzonych
- Bloger Roku: Busem przez Świat
- Instagramer Roku: Damian Kordas
- Youtuber Roku: Szparagi
- Osoba Publiczna aktywna w sieci: Anna Lewandowska
- Odkrycie Roku: Lili Antoniak
- Influencer Roku: Magda Bereda
- Influencer Zaangażowany Społecznie: Podziarany Tata
- Nailfluencer Roku: Be Loved Daily
- Influencer Dekady: Maffashion
- Influencer Top of the Year – nagroda specjalna See Bloggers: Litlemooonster96
- Nagroda specjalna od Apart: Joanna Banaszewska
- Nagroda specjalna od Miasta Łodzi: Ready for Boarding
- Nagroda specjalna od Influence Me: Tasteaway
- Nagroda Specjalna od Magazynu Twój Styl: Margo Hupert[13][12]

### Gala #Hashtagi Roku 2021, 2 lipca 2021
W 2021 nie odbył się festiwal See Bloggers, odbyła się natomiast gala #Hashtagi Roku w Teatrze Scena Monopolis, nagradzająca twórców internetowych, którzy wyróżniają się swoją działalnością internetową. Nagrody przyznano dla a najbardziej angażujących twórców 2020 roku.

#### Lista nagrodzonych
- Bloger Roku: Styloly
- Instagramer Roku: Ola Tatka
- YouTuber Roku: Globstory
- TikToker Roku: Dobra Faza
- Osoba publiczna aktywna w sieci: Kasia Szklarczyk
- Power Influencer: Małgorzata Rozenek-Majdan
- Influencer Roku: Joanna Koroniewska-Dowbor
- Influencer odpowiedzialny społecznie: Joanna Przetakiewicz
- Odkrycie Roku: Dzieciaki Cudaki
- Nagroda specjalna od magazynu Twój Styl: Joanna Matusiak Manufaktura splotów
- Nagroda specjalna od Monopolis: Taste and Travel
- Nagroda specjalna od Twój Cel To: Blanka Lipińska
- Nagroda specjalna od marki Apart: Julia Wieniawa
- Nagroda specjalna od Miasta Łodzi: BezArchitekta.pl[15]

### VIII edycja: 10–12 czerwca 2022 w Łodzi wEC1i gala #Hashtag Roku 2022[10]
11 czerwca 2022 w ramach VIII edycji odbyła się w Teatrze Scena Monopolis odbyła się gala #Hashtagi Roku, nagradzająca twórców internetowych, którzy wyróżniają się swoją działalnością internetową.

#### Lista nagrodzonych
- Bloger roku: Basia Szmydt
- Instagramer roku: Marianka Gierszewska
- YouTuber roku: O Matko i Córko (Paulina i Katarzyna Błędowskie)
- TikToker roku: Franek Bielak
- Osoba publiczna aktywna w sieci: Paulina Krupińska
- Power Influencer: Klaudia Halejcio
- Odkrycie Roku: Kamila Kalińczak
- Dziennikarz Influencer: Magda Mołek
- Stylowy Infuencer: Agnieszka Woźniak-Starak
- Influencer Roku: Martyna Wojciechowska
- Nagroda specjalna od marki Apart: Natalia Kusiak
- Nagroda specjalna od Miasta Łodzi: Sandra Kubicka
- Nagroda specjalna od Monopolis: David Gaboriaud
- Nagroda specjalna od magazynu Twój Styl: Mama Prawnik (Marzena Pilarz-Herzyk)
- Nagroda specjalna od Oceans Apart: Maxineczka (Joanna Ferdynus-Gołuszko)
- Nagroda specjalna od Park Rozrywki Mandoria: Agata i Piotr Rubikowie
- Nagroda specjalna od Sunew Med+: Zaufaj Położnej (Anna Buczak i Anna Chromolec)[16].